# William Shaner
William Shaner (Colorado Springs, 25 de abril de 2001) é um atirador esportivo estadunidense, campeão olímpico.

## Carreira
Estudante da Universidade de Kentucky, Shaner participou dos Jogos Olímpicos de Verão de 2020 em Tóquio, onde participou da prova de carabina de ar 10 m, conquistando a medalha de ouro ao se consagrar campeão após totalizar 251.6 pontos.